# 213.ª Brigada Mixta (Ejército Popular de la República)
La 213.ª Brigada Mixta fue una unidad del Ejército Popular de la República creada durante la Guerra Civil Española. A lo largo de la contienda estuvo desplegada en los frentes de Teruel, Segre y Cataluña.

## Historial
La unidad fue creada el 24 de agosto de 1937, en la provincia de Ciudad Real, a partir de reclutas procedentes de las levas de 1930, 1937 y 1938. La fase de organización tuvo lugar en Membrilla. El mando recayó en el comandante de la infantería Ángel Ramírez Rull. Sin embargo, debido a problemas tanto materiales como de recursos humanos, la instrucción se retrasó hasta noviembre de 1937. Quedó integrada en la 66.ª División del XX Cuerpo de Ejército.
A finales de año la brigada fue enviada junto al resto de la división al frente de Teruel. El 1 de enero de 1938 tuvo su primera actuación en combate durante el asalto a la capital turolense. Con posterioridad la unidad quedó situada más al norte, en el sector del río Alfambra. Durante la posterior batalla del Alfambra la 213.ª BM tuvo un mal desempeño, y no fue capaz de frentar la ofensiva enemiga contra el frente republicano. Hubo de retirarse, sufriendo además considerables bajas.
Tras el comienzo de la ofensiva franquista en Aragón la 213.ª BM fue enviada como refuerzo. Sin embargo, quedó separada de su división al otro lado del río Ebro. En abril sería agregada a la 72.ª División, que en aquel momento se encontraba en fase de reconstrucción. En mayo llegó a intervenir en la ofensiva de Balaguer, asaltando las posiciones franquistas de La Ermita de Pedrís —que estaban defendidas por un batallón del regimiento de infantería «Palma»—; el ataque no prosperó, como tampoco lo harían tentativas posteriores. Durante los siguientes meses la 213.ª BM permaneció en primera línea, inactiva y sin intervenir en operaciones militares de relevancia. A comienzos de noviembre, sin embargo, se trasladó a la zona de Butsenit-Ventoses-Sarroca; tomó parte en el asalto a la cabeza de puente de Serós, en apoyo de la 34.ª División.
No se tiene constancia sobre su participación en la campaña de Cataluña.

## Mandos
Comandantes
- comandante de infantería Ángel Ramírez Rull;[2]

Comisarios
- Ramón Estarelles Úbeda, del PCE/JSU;[9]

Jefes de Estado Mayor
- capitán de infantería Antonio Rey Cascales;
- capitán de milicias Luis Vilches Ramírez;
- Capitán de milicias Zoilo Ramón Moratalla Muñoz-Quirós (Zoilo Moratalla Muñoz)[10]